# Roque Santamaría Cortiguera
Roque Santamaría Cortiguera (Quintana del Pidio, província de Burgos, ? – Tolosa de Llenguadoc, 19 d'abril de 1980) fou un dirigent anarcosindicalista espanyol.

## Biografia
De molt jove va marxar a viure a Madrid, on va compaginar el seu treball de barber amb la seva afició als toros i la seva militància en CNT i la Federació Ibèrica de Joventuts Llibertàries. Participà en la insurrecció anarquista de gener de 1933 i fou detingut i empresonat al reformatori d'Alcalá de Henares (aleshores era menor d'edat) i després al penal d'Ocaña. Alliberat per l'amnistia decretada després de la victòria del Front Popular a les eleccions generals espanyoles de 1936, es traslladà a València, on fou secretari del Sindicat d'Higiene i participà en el fracàs del cop d'estat del 18 de juliol de 1936 a València. Durant la guerra civil espanyola formà part de la corporació municipal de València i va combatre en la Columna de Ferro.
El 1939 va fugir cap a Orà i fou confinat als camps de concentració de Cherchel i Morand, dels que fou alliberat el novembre de 1942 amb l'arribada dels Aliats. El 1942 fou escollit secretari de la secció nord-africana de la CNT. Quan el 1945 es produí l'escissió de la CNT s'alineà amb el sector ortodox de Germinal Esgleas Jaume. El 1946 es trasllada a Tolosa de Llenguadoc i el 1948-1950 fou secretari de la FAI tolosana. El 1953 participà en el Congrés de l'AIT i en el Ple Intercontinental d'agost de 1958 fou escollit Secretari General de la CNT.
L'1 de novembre de 1960 va signar el Manifest d'Unificació de la CNT amb el cap del sector possibilista, Ginés Alonso, i en el Congrés de Federacions Locals celebrats a Llemotges l'agost de 1961 fou escollit secretari general de la CNT unificada, càrrec que ocupà fins al Congrés de Federacions Locals de Tolosa de Llenguadoc d'octubre de 1963. Tanmateix, a poc a poc s'allunyà del sector ortodox d'Esgleas. L'estiu de 1963 fou expulsat de la FAI i en el Ple de Bordeus de 1969 també ho fou de la CNT, alineant-se amb el sector Front Llibertari'.
Durant la transició democràtica col·laborà en la reconstrucció de la CNT a l'interior, participant en diferents mítings, però no pogué evitar la ruptura confederal en el V Congrés de desembre de 1979. Continuà com a secretari de la fracció exiliada Agrupaciones Confederales fins a la seva mort.

## Obres
- Lo que el pueblo español necesita de nosotros